# Dolmen de Axeitos
Le dolmen de Axeitos, ou dolmen de Ageitos (ante de Axeitos ou pedra do mouro, en galicien), est un dolmen du Néolithique, situé dans un parc forestier de la paroisse civile de Oleiros, commune de Ribeira, dans la province de la Corogne, en Galice. Le monument est répertorié comme bien d'intérêt culturel (BIC) en Espagne.

## Historique
En 2003 ont été menées de nouvelles fouilles archéologiques sur le site. 

## Description
Le dolmen est ce qui reste d'une allée couverte orientée à l'est et datée du Néolithique, entre 4000 et 3600 av. J.-C.. L'édifice occupe la partie supérieure d'un monticule. Il était à l'origine recouvert par un tumulus. La chambre funéraire est formée de huit orthostates d'une hauteur de 2 m couverts par une seule dalle de pierre. Les restes du couloir se limitent à trois pierres mineures.
On trouve quelques pétroglyphes sur la roche, dont deux sont issus d'actes de vandalisme survenus en 1997. 

## Contexte
Ce type d'édifice est destiné à un emploi funéraire, la plupart du temps collectif, et parfois individuel pour des individus notables. Du mobilier funéraire accompagne les dépouilles. Dans le cas du dolmen d'Axeitos, il ne reste plus rien de la sépulture à cause des pillages passés. Il existe de nombreux autres édifices comparables ensevelis dans la région.

## Réhabilitation du site
En 2019, le Conseil provincial de La Corogne acquiert les 6 800 m2 qui entourent le dolmen pour un prix de 890 €, afin de le mettre en valeur. En 2020, le site est la cible de vandalisme. En 2022, un périmètre clôturé, des chemins de graviers et une plantation de haie sont aménagés afin de remodeler le parcours de visite du dolmen.

## Conservation
Plusieurs vestiges et idoles provenant du dolmen sont conservés au Musée archéologique de la Corogne.